# Act III: M.O.T.T.E World Tour
Act III: M.O.T.T.E World Tour é a segunda turnê mundial do cantor e rapper sul-coreano G-Dragon, realizada em apoio a seu segundo extended play (EP) Kwon Ji Yong (2017). Ela iniciou-se em 10 de junho de 2017 em Seul, Coreia do Sul e encerrou-se em 8 de outubro de 2017 em Taipé, Taiwan.
A palavra "Act III" de seu título, representa o início da terceira década de vida de G-Dragon, enquanto a palavra "Motte" (hangul: 모태; hanja: 母胎; rr: motae), significa "ventre materno" em coreano ou ainda "desde o nascimento" e também serve como um acrônimo para a frase "Moment Of Truth The End". A turnê tornou-se a maior já realizada por um artista sul-coreano nos Estados Unidos e Europa, bem como a maior turnê já realizada por um solista coreano, atraindo um público total de 654,000 mil pessoas.

## Antecedentes
Em janeiro de 2017, a YG Entertainment anunciou que G-Dragon estava trabalhando em um novo álbum a ser lançado no primeiro semestre do ano, e que realizaria uma nova turnê para apoiar-lo. Como parte da equipe técnica da tunê, foi designado o designer e diretor Willo Perron, que atuou como o seu diretor criativo. O mesmo já havia trabalhado com artistas como Rihanna, Kanye West e Drake. Em 31 de março, foi relatado que G-Dragon faria uma apresentação no Seoul World Cup Stadium na data de 10 de junho do mesmo ano. A YG Entertainment confirmou a notícia uma semana depois, tornando-o segundo artista solo coreano a se apresentar no local.
Em 25 de abril, foi revelado que a turnê iria visitar dezoito cidades da Ásia, América do Norte e Oceania. Em meados do mês de junho, mais datas adicionais foram acrescentadas, desta vez incluindo Hong Kong, Filipinas, Indonésia, Malásia e Taiwan. Em 26 de junho, foram confirmadas a adição de cinco cidades europeias a receberem a turnê, marcando a primeira apresentação de G-Dragon como um solista no continente.
O concerto inicial da turnê realizado no Seoul World Cup Stadium foi transmitido ao vivo em cinemas japoneses. Mais tarde, o último concerto realizado no Japão em 20 de setembro no Tokyo Dome, foi transmitido ao vivo em cem cinemas de todo o país.

## Recepção comercial
Para a apresentação inicial da turnê em Seul, a venda de ingressos iniciou-se em 13 de abril de 2017 e encerrou-se com todos os seus ingressos vendidos em oito minutos. G-Dragon reuniu uma audiência de quarenta mil pessoas na Coreia do Sul e obteve um faturamento de 4,4 bilhões de wones somente com a venda de ingressos. Em Macau, todos os ingressos foram vendidos após serem colocados a venda, e devido a alta demanda, uma segunda apresentação foi adicionada para a data de 18 de junho, dessa forma G-Dragou reuniu um público de 22 mil pessoas. Em Hong Kong, ele estabeleceu o recorde de maior público no AsiaWorld–Arena em uma única apresentação, reunindo um público total de 18.200 mil pessoas em cada um dos dois concertos realizados no local. No Japão, onde apresentou-se em cinco concertos, G-Dragon reuniu um público total de 260 mil pessoas, com cada concerto possuindo uma média de 52 mil espectadores.
A turnê foi elencada na lista de top 200 turnês da América do Norte realizada pela Pollstar, onde G-Dragon posicionou-se em número 154. Ele faturou $7.9 milhões de dólares em oito concertos, tornando-se o segundo artista coreano a entrar no gráfico, estando atrás apenas de seu grupo Big Bang.

## Crítica profissional

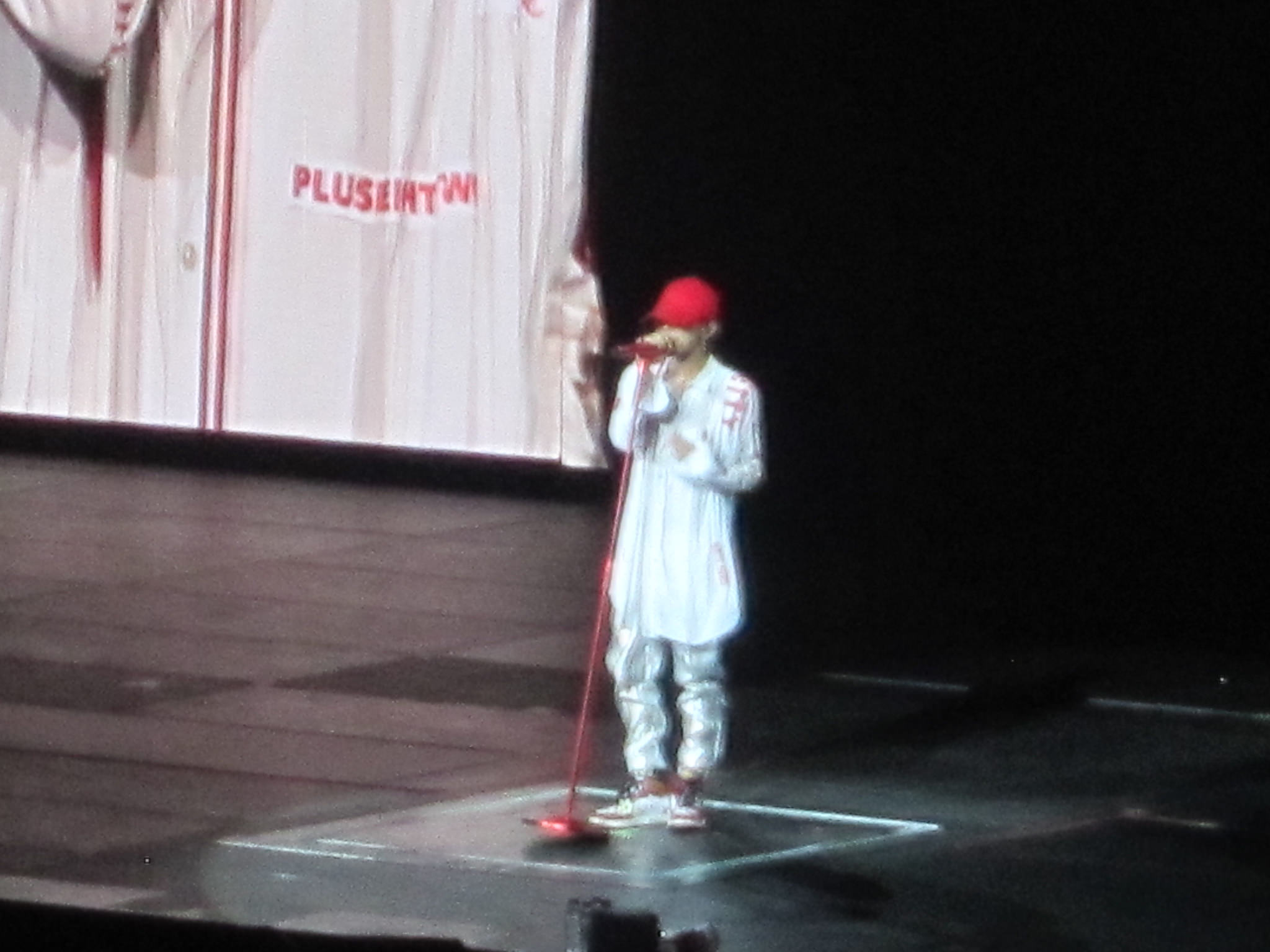
G-Dragon apresentando-se em Sydney na Austrália em agosto de 2017.

A turnê recebeu críticas positivas da crítica especializada. Escrevendo sobre o concerto ocorrido em Macau, Kimberly Lim, do The New Paper, sentiu que "a ideia da apresentação era simples, mas ainda profunda". Lim também elogiou como o G-Dragon "provou ser um artista multifacetado - aquele que é capaz de cantar músicas alegres e energéticas e cantar emocionalmente baladas enquanto dança".
Riddhi Chakraborty, da Rolling Stone India, descreveu a primeira parte do concerto como de uma "abertura energética" que começa com "hits pop empoeirados do início de sua carreira, estabelecendo uma progressão cronológica de seu repertório para o resto da noite", enquanto a segunda parte apresenta a "criação de uma superestrela retratada como em um processo cirúrgico doloroso, servindo como um comentário sobre a superficialidade da indústria do entretenimento", com G-Dragon saltando entre músicas "sem esforço" e "envolvendo tudo de forma ordenada através de uma coreografia nítida". Sobre a parte final do concerto, ela escreveu que era "facilmente o mais íntimo dos três segmentos", e concluiu que no concerto, o rapper decidiu "colocar tudo desnudo e dar a seus fãs a melhor apresentação possível", fazendo uso de "coreografia precisa, direção de palco, mudanças de figurino sem interrupção e uma pirotecnia abundante", mas apesar do seu "alto valor de produção", a mesma sentiu que seu "entusiasmo inabalável, presença de palco elétrica e honestidade brutal, é o que realmente a torna "a turnê que você não pode perder".
O website da Vulture classificou o concerto único realizado no Barclays Center, em número três de sua lista sobre "Os dez melhores concertos de 2017", descrevendo como G-Dragon "se apresentou com presença de palco, ciente de que não é apenas qualquer homem, colocando um concerto em três atos onde se viu múltiplas mudanças de guarda-roupa, coreografia acentuada, luzes caras e cenários de palco, e sua oscilação provocadora entre feminino e masculino". Além disso, eles elogiaram a forma como ele "quebrou a quarta parede" e mostrou ao público que "ainda é um trabalho em progresso, mas não está mais com medo de deixar seus fãs assistirem a essa transformação".

## Repertório
O repertório abaixo é representativo do concerto ocorrido em 17 de junho de 2017 em Macau, não correspondendo necessariamente aos outros concertos da turnê.
1. "Heartbreaker"
2. "Breathe"
3. "A Boy"
4. "But I Love You"
5. "Obsession"
6. "Michigo"
7. "One of a Kind"
8. "R.O.D"
9. "That XX"
10. "Black"
11. "Missing You"
12. "You Do" (intervalo)
13. "Who You?"
14. "I Love It"
15. "Today"
16. "Crayon" (remix)
17. "Super Star"
18. "Middle Fingers Up"
19. "Bullshit"
20. "Divina Commedia"

Bis
1. "This Love"
2. "Crooked"
3. "Untitled, 2014"

- A canção "This Love" esteve presente apenas na primeira etapa da turnê na Ásia e no concerto realizado em Seattle, Estados Unidos.

- Em seu primeiro concerto realizado em Seul em 10 de junho de 2017, G-Dragon interpretou "R.O.D" e "The Leaders" com a cantora CL, e "Palette" e "Missing You" com a cantora IU.[27]
- Em seus concertos realizados em Manila e Kuala Lumpur, em 1 e 17 de setembro, respectivamente, G-Dragon interpretou suas canções "Missing You" e "Hello" com a cantora Sandara Park.[28]
- Em seu segundo concerto em Tóquio, em 20 de setembro, G-Dragon e seu companheiro de Big Bang, Seungri, interpretaram "Crooked", e uma mistura de canções do Big Bang incluindo, "Bae Bae", "Bang Bang Bang", "Good Boy" e "Fantastic Baby".[29]
- Em seu concerto de encerramento realizado em Taipé, G-Dragon interpretou "Palette" e "Missing You" com IU.[30]

## Datas da turnê
| Data                   | Cidade       | País           | Local                         | Público         | Receita     |
| Ásia                   | Ásia         | Ásia           | Ásia                          | Ásia            | Ásia        |
| ---------------------- | ------------ | -------------- | ----------------------------- | --------------- | ----------- |
| 10 de junho de 2017    | Seul         | Coreia do Sul  | Seoul World Cup Stadium       | 40,000 / 40,000 | $3,900,000  |
| 17 de junho de 2017    | Cotai        | Macau          | CotaiArena                    | 22,000          | —           |
| 18 de junho de 2017    | Cotai        | Macau          | CotaiArena                    | 22,000          | —           |
| 24 de junho de 2017    | Kallang      | Singapura      | Singapore Indoor Stadium      | 15,000          | —           |
| 25 de junho de 2017    | Kallang      | Singapura      | Singapore Indoor Stadium      | 15,000          | —           |
| 7 de julho de 2017     | Bancoque     | Tailândia      | Impact Arena                  | 20,000          | —           |
| 8 de julho de 2017     | Bancoque     | Tailândia      | Impact Arena                  | 20,000          | —           |
| América do Norte       |              |                |                               |                 |             |
| 11 de julho de 2017    | Seattle      | Estados Unidos | KeyArena                      | 6,246 / 8,610   | $809,157    |
| 14 de julho de 2017    | San José     | Estados Unidos | SAP Center                    | 9,031 / 11,441  | $1,161,815  |
| 16 de julho de 2017    | Inglewood    | Estados Unidos | The Forum                     | 9,928 / 10,957  | $1,354,697  |
| 19 de julho de 2017    | Houston      | Estados Unidos | Toyota Center                 | 5,708 / 7,796   | $789,233    |
| 21 de julho de 2017    | Chicago      | Estados Unidos | United Center                 | 7,035 / 10,688  | $944,143    |
| 25 de julho de 2017    | Miami        | Estados Unidos | American Airlines Arena       | 4,481 / 12,129  | $562,097    |
| 27 de julho de 2017    | Brooklyn     | Estados Unidos | Barclays Center               | 7,920 / 9,861   | $1,380,349  |
| 30 de julho de 2017    | Toronto      | Canadá         | Air Canada Centre             | 9,525 / 9,525   | $1,078,640  |
| Oceania                |              |                |                               |                 |             |
| 5 de agosto de 2017    | Sydney       | Austrália      | Qudos Bank Arena              | —               | —           |
| 8 de agosto de 2017    | Brisbane     | Austrália      | Brisbane Entertainment Centre | 2,103 / 2,351   | $401,154    |
| 12 de agosto de 2017   | Melbourne    | Austrália      | Hisense Arena                 | —               | —           |
| 16 de agosto de 2017   | Auckland     | Nova Zelândia  | Spark Arena                   | —               | —           |
| Ásia                   |              |                |                               |                 |             |
| 19 de agosto de 2017   | Fukuoka      | Japão          | Fukuoka Dome                  | 260,000         | —           |
| 22 de agosto de 2017   | Osaka        | Japão          | Kyocera Dome                  | 260,000         | —           |
| 23 de agosto de 2017   | Osaka        | Japão          | Kyocera Dome                  | 260,000         | —           |
| 25 de agosto de 2017   | Chek Lap Kok | Hong Kong      | AsiaWorld–Arena               | 36,000          | —           |
| 26 de agosto de 2017   | Chek Lap Kok | Hong Kong      | AsiaWorld–Arena               | 36,000          | —           |
| 1 de setembro de 2017  | Manila       | Filipinas      | Smart Araneta Coliseum        | —               | —           |
| 3 de setembro de 2017  | Jacarta      | Indonésia      | ICE Hall                      | —               | —           |
| 17 de setembro de 2017 | Kuala Lumpur | Malásia        | Stadium Merdeka               | 12,000          | —           |
| 19 de setembro de 2017 | Tóquio       | Japão          | Tokyo Dome                    | [ a ]           | —           |
| 20 de setembro de 2017 | Tóquio       | Japão          | Tokyo Dome                    | [ a ]           | —           |
| Europa                 |              |                |                               |                 |             |
| 23 de setembro de 2017 | Birmingham   | Inglaterra     | Genting Arena                 | —               | —           |
| 24 de setembro de 2017 | Londres      | Inglaterra     | The SSE Arena, Wembley        | —               | —           |
| 26 de setembro de 2017 | Amsterdã     | Países Baixos  | Ziggo Dome                    | —               | —           |
| 28 de setembro de 2017 | Paris        | França         | AccorHotels Arena             | —               | —           |
| 30 de setembro de 2017 | Berlim       | Alemanha       | Mercedes-Benz Arena           | 9,161 / 12,322  | $1,279,070  |
| Ásia                   |              |                |                               |                 |             |
| 7 de outubro de 2017   | Taipé        | Taiwan         | Nangang Exhibition Center     | 22,000          | $2,670,220  |
| 8 de outubro de 2017   | Taipé        | Taiwan         | Nangang Exhibition Center     | 22,000          | $2,670,220  |
| Total                  | Total        | Total          | Total                         | 654,000         | $16,330,575 |